# Ahol a bölény dübörög
Az Ahol a bölény dübörög (Where the Buffalo Roam) az első a Hunter S. Thompson életét és tevékenységeit bemutató filmek közül, készült 1980-ban.

## Tartalom
A Gonzó újságírás atyamestere, Hunter S. Thompson Las Vegasba érkezik, hogy az amerikaifutball-döntőről készítsen exkluzív beszámolót a Rolling Stone magazin számára. Csak az a probléma, hogy leragad a szállóban kebelbéli ügyvédjével és "szívócimborájával", Karl Lászlóval egyetemben, s totális narkómámorban küldözgeti zűrzavaros tudósításait kétségbeesett főszerkesztőjének.

## Szereplők
| Szerep                 | Színész          | Magyar hang |
| ---------------------- | ---------------- | ----------- |
| Karl László            | Peter Boyle      |             |
| Dr. Hunter S. Thompson | Bill Murray      |             |
| Marty Lewis            | Bruno Kirby      |             |
| Harris                 | René Auberjonois |             |
| Rojas                  | Rafael Campos    |             |
| Desk Clerk             | Leonard Frey     |             |
| Dooley                 | Mark Metcalf     |             |
| Ruthie                 | Lisa Taylor      |             |
| Judge Simpson          | R.G. Armstrong   |             |
| Porter                 | Danny Goldman    |             |
| Blackie                | Leonard Gaines   |             |
| Superfan               | DeWayne Jessie   |             |
| Billy Kramer           | Jon Matthews     |             |
| Willins                | Joe Ragno        |             |
| Pilóta                 | Quinn K. Redeker |             |
| Lil/Nővér              | Sunny Johnson    |             |

## A "sorozat" részei
- Ahol a bölény dübörög (1980)
- Félelem és reszketés Las Vegasban (1998)
- Rumnapló (2012)